# Witall
Witall is een historisch merk van motorfietsen.
De bedrijfsnaam was: Witall Garage, London.
Witall was een Brits merk dat lichte motorfietsen in twee uitvoeringen produceerde.
Men begon in 1919 met de productie van twee lichte tweetakten, het sportmodel A met een 269cc-TD Cross motor en een ROC-tweeversnellingsbak, een sportstuur en een Saxon-voorvork. Het toermodel B had een ander frame en een 269cc-Arden-motor.
Na de Eerste Wereldoorlog ontstond er in het Verenigd Koninkrijk een enorm aantal kleine motorfietsmerken, vooral uit garagebedrijven en fietsfabrieken. Ze moesten gebruikmaken van onderdelen van toeleveringsbedrijven en vooral de bouwers van inbouwmotoren konden de vraag nauwelijks bijbenen. De kleine merken konden het niet volhouden tegen de grotere merken zoals BSA, Triumph en Norton, die door de oorlogsproductie zelfs gegroeid waren.
De bronnen zijn het oneens over het laatste productiejaar van Witall: 1920 of 1923